# Altamira FC
Az Altamira Fútbol Club vagy Estudiantes de Altamira egy utoljára a másodosztályú mexikói bajnokságban szereplő labdarúgócsapat volt, otthona a Tamaulipas állambeli Altamira város volt.

## Története
A klubot 2001-ben alapította Enrique de Hita Yibale. A San Luis és az Universidad Nacional fiókcsapataként a másodosztályban szerepeltek, de 2005-ben búcsúzni kényszerültek onnan és csak 2010-ben jutottak vissza.
2015 nyarán, miután végigjátszották a Clausura szezont, pénzügyi problémák miatt a klub megszűnt, helyébe a chiapasi Cafetaleros de Tapachula lépett.

## Stadion
Az Altamira stadionja a modern, 13 500 férőhelyes Estadio Altamira, melynek építését 2003 januárjában kezdték meg, és még ugyanennek az évnek az októberében fel is avatták.